# 극장판 너와 아이돌 프리큐어♪ 기다렸지! 너에게 전하는 키랏키라이브!
극장판 너와 아이돌 프리큐어♪ 기다렸지! 너에게 전하는 키랏키라이브!는 2025년 9월 12일에 개봉할 예정인 애니메이션 영화이다.

## 개요
일본에서 방영 중인 너와 아이돌 프리큐어♪의 단독 극장판이자 20번째 작품인 펼쳐지는 스카이! 프리큐어와 21번째 작품인 원더풀 프리큐어!의 크로스오버 작품이다. 프리큐어 시리즈의 극장판으로는 통산 33번째에, 크로스오버 작품으로는 19번째에 해당한다.

## 등장인물

### 너와 아이돌 프리큐어♪
사쿠라 우타/큐어 아이돌(일본어: 咲良 うた / 일본어: キュアアイドル)
성우: 마츠오카 미사토
아오카제 나나/큐어 윙크(일본어: 蒼風 なな / 일본어: キュアウインク)
성우: 타카하시 미나미
시구레 코코로/큐어 큥큥(일본어: 紫雨 こころ / 일본어: キュアキュンキュン)
성우: 타카모리 나츠미
프리룬/큐어 즈큥(일본어: プリルン / 일본어: キュアズキューン)
성우: 난죠 요시노
메로론/큐어 키스(일본어: メロロン / 일본어: キュアキッス)
성우: 하나이 미하루
타나칸/타나카(일본어: タナカーン / 일본어: 田中)
성우: 스와베 준이치
히비키 카이토(일본어: 響 カイト)
성우: 사쿠마 다이스케

### 원더풀 프리큐어!
이누카이 코무기/큐어 원더풀(일본어: 犬飼 こむぎ / 일본어: キュアワンダフル)
성우: 나가나와 마리아
이누카이 이로하/큐어 프렌디(일본어: 犬飼 いろは / 일본어: キュアフレンディ)
성우: 타네자키 아츠미
네코야시키 유키/큐어 냐미(일본어: 猫屋敷 ユキ / 일본어: キュアニャミー)
성우: 마츠다 사츠미
네코야시키 마유/큐어 릴리안(일본어: 猫屋敷 まゆ / 일본어: キュアリリアン)
성우: 우에다 레이나

### 펼쳐지는 스카이! 프리큐어
소라 하레와타루/큐어 스카이(일본어: ソラ·ハレワタール / キュアスカイ)
성우: 세키네 아키라
니지가오카 마시로/큐어 프리즘(일본어: 虹ヶ丘 ましろ / キュアプリズム)
성우: 카쿠마 아이
유우나기 츠바사/큐어 윙(일본어: 夕凪 ツバサ / 일본어: キュアウイング)
성우: 무라세 아유무
히지리 아게하/큐어 버터플라이(일본어: 聖 あげは / 일본어: キュアバタフライ)
성우: 나나세 아야카
엘짱/프린세스 엘/큐어 마제스티(일본어: エルちゃん / 일본어: プリンセス·エル / 일본어: キュアマジェスティ)
성우: 코가 아오이